# Pete Loeffler
Pete Loeffler, pseudonimo di Peter Doherty Loeffler (Grayslake, 19 ottobre 1976), è un cantante e chitarrista statunitense, fondatore e frontman del gruppo alternative metal Chevelle.

## Biografia
Nato e cresciuto a Grayslake, in Illinois, inizia presto ad appassionarsi alla musica rock. Nel 1995 quindi, insieme ai fratelli Sam e Joe, forma una band di musicisti autodidatti: Pete alla chitarra, Sam alla batteria e Joe al basso elettrico. Iniziano quindi a tenere le loro prime esibizioni nei vari club di Chicago, per poi essere notati nel 1998 dall'etichetta discografica Squint Entertaintment, con la quale firmarono un contratto, e riuscirono ad incidere il loro primo album Point No. 1. In seguito Pete iniziò a pubblicare canzoni caratterizzate da testi astratti, ma spesso indirizzati verso idee specifiche e talvolta umoristiche. Il brano intitolato Get Some dal loro terzo album This Type of Thinking è stato scritto come un inno alla avidità suscitato dal concorso American Idol. Lo ha annunciato durante un concerto tenutosi il 25 maggio 2007 a Buffalo. Successivamente, inizia a trattare tematiche diverse. Ha scritto infatti testi di canzoni riguardanti argomenti come insonnia, teorie del complotto, alieni e zombie soprattutto negli album Sci-Fi Crimes e La Gárgola.

## Discografia

### Con i Chevelle
- 1999 – Point #1
- 2002 – Wonder What's Next
- 2004 – This Type of Thinking (Could Do Us In)
- 2007 – Vena Sera
- 2009 – Sci-Fi Crimes
- 2011 – Hats Off to the Bull
- 2014 – La Gárgola

### Collaborazioni
- 2005 – con artisti vari in Forever In Our Hearts

## Chitarre
- Fender Sub-Sonic
- Fender Custom Shop H-H Stratocaster
- Fender Jim Root Stratocaster
- PRS Custom 22
- PRS Custom 24
- PRS CE-24 (Drop C)
- PRS Custom Baritones
- PRS Mike Mushok SE Baritone